# Sanahcat
Sanahcat település és község Mexikó Yucatán államának középső részén, lakossága 2010-ben meghaladta az 1600 főt. Jelenleg a községhez egyetlen település tartozik, de korábban 3–4 önálló helységet is magába foglalt.

## Fekvése
A település a Yucatán-félsziget északi részén helyezkedik el, Yucatán állam közepétől kissé nyugatra. Teljes területe síkság, körülbelül a tenger szintje felett 20 méterrel. A talaj a mezőgazdasági művelés számára alkalmatlan. Az évi csapadékmennyiség 1000–1100 mm körül van, az átlaghőmérséklet 26–28 °C. Vízfolyások a területen nincsenek.

## Népesség
A település népessége a közelmúltban hol nőtt, hol csökkent:
| Év   | Község lakossága |
| ---- | ---------------- |
| 1990 | 1484             |
| 1995 | 1482             |
| 2000 | 1452             |
| 2005 | 1526             |
| 2010 | 1619             |

## Története
A település neve a tzalam (Lysiloma latisiliquum) nevű fa helyi elnevezéséből származik. Pontos alapítási ideje nem ismert. A spanyol hódítás előtt a Hocabá nevű tartományhoz tartozott. 1821-ben kezdődött igazi fejlődése, amikor ez a terület is kivívta Spanyolországtól való függetlenségét. 1900-ban Hocabá község fennhatósága alól Sotutáé alá került, majd 1924. szeptember 29-én jelent meg az a rendelet, ami önálló községgé tette. 1937. május 10-én kivált belőle a Xtohil és a Tixcacal Ancona nevű hacienda.

## Turizmus, látnivalók
Múzeum vagy más turisztikai célpont nincs a településen, értékes műemléke viszont a 16. századi Virgen de la Asunción-templom.

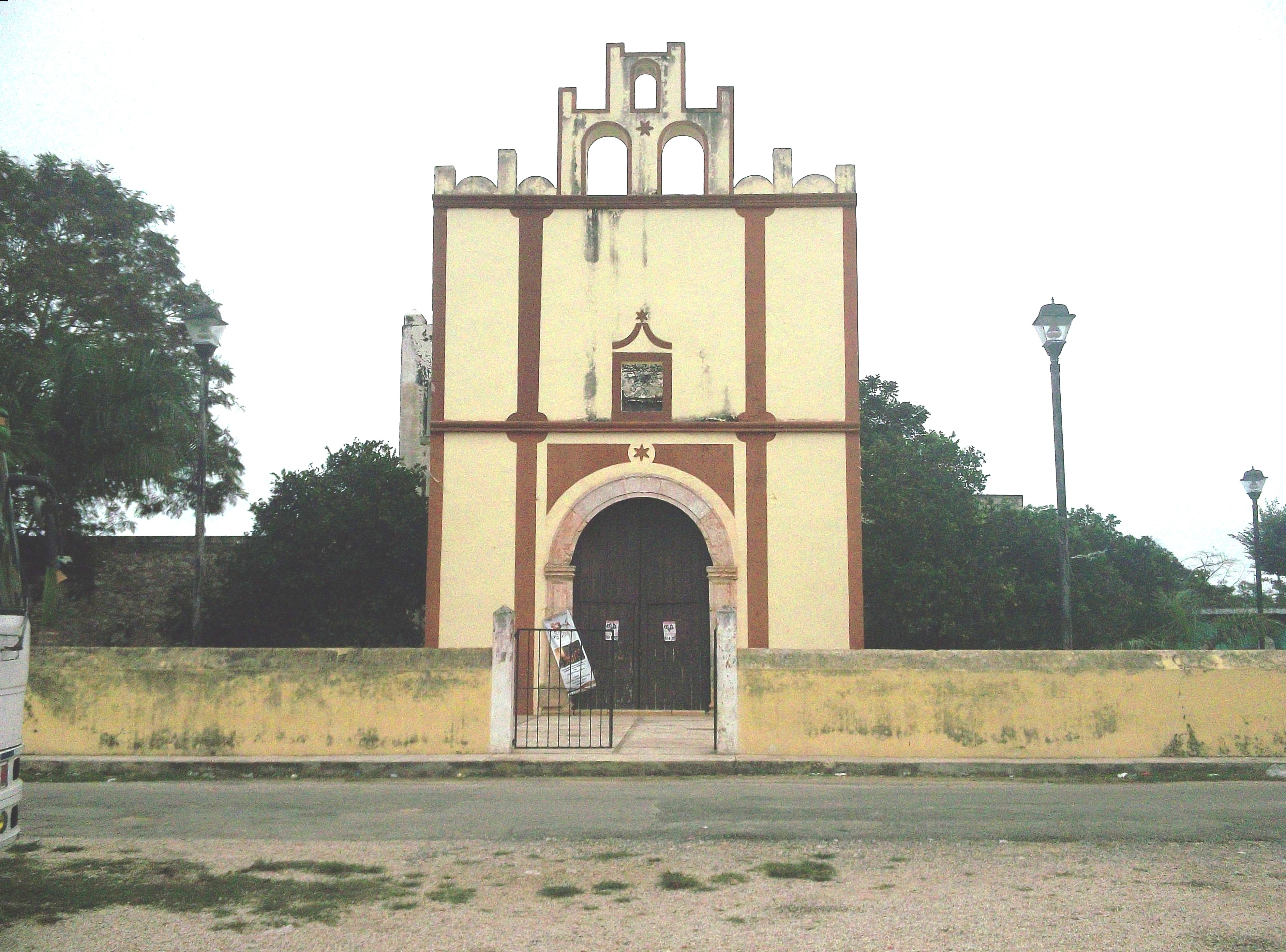
A település temploma
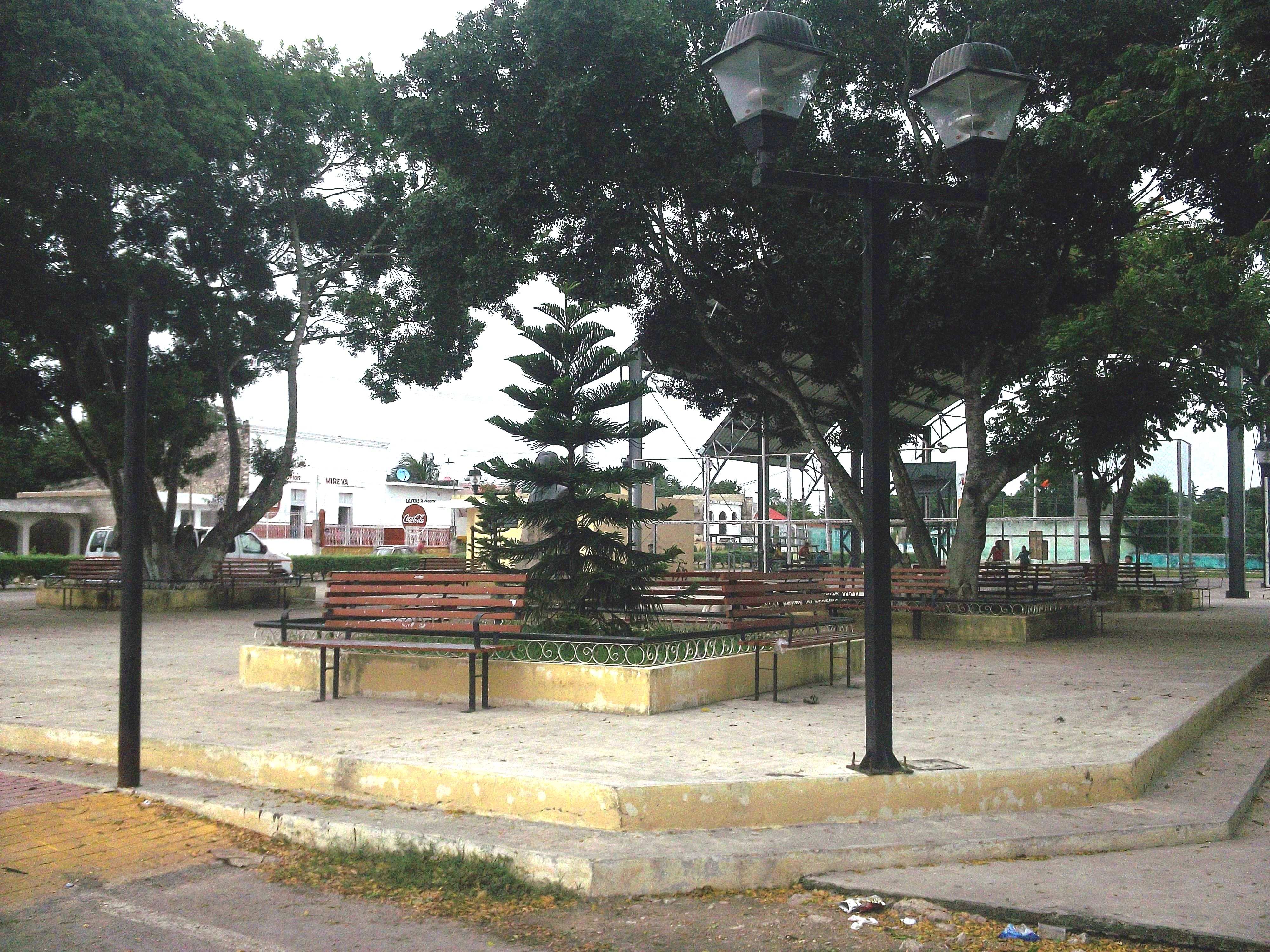
Központi park